# Референдум о вступлении Польши в Европейский союз
Референдум о вступлении Польши в Европейский союз состоялся 7 и 8 июня 2003 года. За вступление в ЕС выступила 77,45 % избирателей.
Польша присоединилась к ЕС в 2004 году после ратификации Договора о присоединении.
Первые в стране выборы в Европейский парламент были в 2004 году.

## Вопрос
Выражаете ли Вы согласие на вступление Республики Польша в Европейский Союз?
Оригинальный текст (пол.)Czy wyraża Pani / Pan zgodę na przystąpienie Rzeczypospolitej Polskiej do Unii Europejskiej?

## Результаты
Результаты
| Да или нет               | Голосов    | Процент    |
| ------------------------ | ---------- | ---------- |
| Да                       | 13,514,872 | 77,45 %    |
| Нет                      | 3,935,655  | 22,55 %    |
| Действительных голосов   | 17,450,527 | 99,28 %    |
| Недействительных голосов | 126,187    | 0,72 %     |
| Всего голосов            | 17,576,714 | 100,00 %   |
| Явка                     | 58,85 %    | 58,85 %    |
| Требуемый порог явки     | 50,00 %    | 50,00 %    |
| Электорат                | 29,864,969 | 29,864,969 |